# Claude Sautet
Claude Sautet (23 de fevereiro de 1924, Montrouge (Hauts-de-Seine) — Paris, 22 de julho de 2000) foi cenarista e cineasta francês.

## Carreira
Inicia sua carreira cinematográfica na década de 1950 como diretor em 1951 com um curta-metragem e um longa-metragem, Bonjour sourire (com Henri Salvador, Louis de Funès e Jean Carmet) quatro anos depois. Obteve sucesso em 1960 com Classe tous risques, com Lino Ventura e Jean-Paul Belmondo como atores principais. Decide mudar de estilo ao dirigir em 1969 Les Choses de la vie, com Michel Piccoli e Romy Schneider.
P sucesso deste filme encoraja-o a continuar no gênero de filmes dramáticos, com exceção de Max et les ferrailleurs com o duo Piccoli/Schneider, que é um filme policial. Dirigiu grandes filmes, como César et Rosalie, Vincent, François, Paul… et les autres, Une histoire simple,  Un mauvais fils e seu último filme, Nelly et Monsieur Arnaud, pelo qual Michel Serrault receberia o César de Melhor Ator em 1996 pelo papel que lhe proporcionou Sautet.
Sautet foi cenarista de filmes como Les Yeux sans visage, La Vie de château e Borsalino.
Foi sepultado no cemitério de Montparnasse. Estiveram em seus obséquios Jean Rochefort, Michel Piccoli, Daniel Auteuil e Emmanuelle Béart, que atuaram em seus filmes.

## Filmografia[1]

### Diretor e cenarista
- 1951 : Nous n'irons plus au bois (curta-metragem IDHEC)
- 1955 : Bonjour sourire (sem créditos como cenarista)
- 1960 : Classe tous risques
- 1965 : L'Arme à gauche
- 1969 : Les Choses de la vie
- 1971 : Max et les ferrailleurs
- 1972 : César et Rosalie
- 1974 : Vincent, François, Paul… et les autres
- 1976 : Mado
- 1978 : Une histoire simple
- 1980 : Un mauvais fils
- 1983 : Garçon !
- 1988 : Quelques jours avec moi
- 1991 : Un cœur en hiver
- 1995 : Nelly et Monsieur Arnaud

### Cenário, diálogos ou adaptação
- Le fauve est lâché de Maurice Labro
- Les Yeux sans visage (1959), de Georges Franju (e primeiro assistente de direção)
- Symphonie pour un massacre (1963), de Jacques Deray
- Peau de banane (1963), de Marcel Ophuls
- L'Âge ingrat (1964), de Gilles Grangier
- Maigret voit rouge (1964) de Gilles Grangier
- Échappement libre (1964), de Jean Becker
- Monsieur de Jean-Paul Le Chanois
- La Vie de château (1965), de Jean-Paul Rappeneau
- Mise à sac (1967), d'Alain Cavalier
- La Chamade (1968), d'Alain Cavalier
- le Diable par la queue (1969), de Philippe de Broca
- Borsalino (1970), de Jacques Deray
- Les Mariés de l'an II (1971), de Jean-Paul Rappeneau
- Mon ami le traître (1988), de José Giovanni
- Intersection (1993), de Mark Rydell
- Cenário escritp mas não filmado : Thomas l'agnelet (em colaboração com Jean-Loup Dabadie para Philippe de Broca, segundo um romance de Claude Farrère).

### Diversos
- 1992 : Patrick Dewaere, documentário de Marc Esposito (Claude Sautet yaparece como "testemunha").
- 2003 : Claude Sautet ou la magie invisible de Nguyen Trung Binh. Montagem de uma longa entrevista de Claude Sautet com voz "off", realizada pouco antes de sua morte, ilustrada por cenas de seus filmes e intervenções dos que trabalharam com ele. Seleção oficial de Cannes 2003.